# Mężczyzna

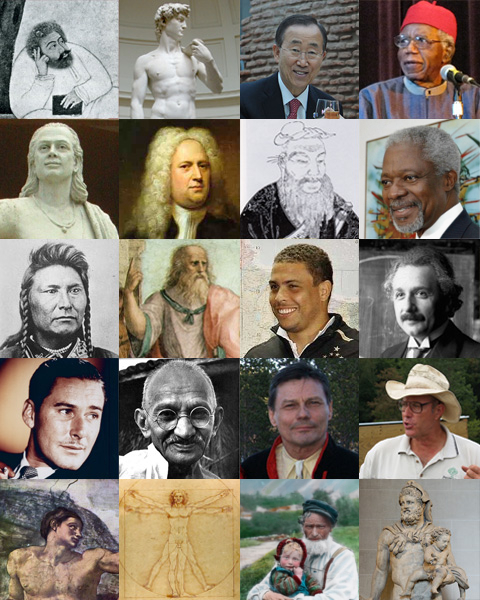
Kompilacja portretów dwudziestu mężczyzn

Mężczyzna – dojrzały płciowo przedstawiciel gatunku Homo sapiens o płci męskiej. Przed osiągnięciem dorosłości człowiek płci męskiej określany jest jako chłopiec. Różnice w genotypie kobiety i mężczyzny determinują dymorfizm płciowy człowieka (→ chromosomy płci), gdyż zdecydowana większość mężczyzn ma chromosom X i chromosom Y. U mężczyzn zazwyczaj również występuje wyższy poziom androgenów i niższy estrogenów. Wyjątek od tego stanowią niektórzy transpłciowi i interpłciowi mężczyźni.

## Anatomia mężczyzny
Płeć człowieka determinowana jest w momencie zapłodnienia na podstawie materiału genetycznego znajdującego się wewnątrz plemnika. Jeśli plemnik noszący chromosom Y zapłodni komórkę jajową, potomstwem zazwyczaj będzie samiec (o chromosomach XY). Osoby, których anatomia lub struktura chromosomów jest różna od typowo męskiej i typowo żeńskiej, są określane jako osoby interpłciowe.

Budowa układu moczowo-płciowego u mężczyzn

W przypadku mężczyzn, do pierwszorzędnych cech płciowych zalicza się penisa i jądra. Pierwszorzędne cechy płciowe to cechy, które są obecne przy urodzeniu i stanowią nieodłączną część procesu reprodukcyjnego. Do drugorzędnych cech płciowych, które są specyficzne dla mężczyzn, należą: włosy na twarzy, włosy na klatce piersiowej, szersze ramiona, powiększona krtań (tzw. jabłko Adama) i głos wyraźnie niższy od głosu dziecka lub kobiety. Drugorzędne cechy płciowe są to cechy, które pojawiają się u ludzi w okresie dojrzewania. 
U mężczyzn wartość wskaźnika długości palców 2D:4D jest zwykle niższa niż u kobiet.

### Układ płciowy
Męski układ rozrodczy obejmuje zewnętrzne i wewnętrzne narządy płciowe. Męskie genitalia są zbudowane z penisa, męskiej cewki moczowej i moszny, podczas gdy męskie genitalia wewnętrzne składają się z jąder, prostaty, najądrza, pęcherzyka nasiennego, nasieniowodów, naczyń włosowatych, przewodu ejakulacyjnego i gruczołu bulwiastego.

## Tożsamość płciowa i seksualność
Jako mężczyźni może identyfikować się niewielki odsetek osób, którym po urodzeniu przypisano płeć żeńską, są oni zazwyczaj określani jako transmężczyźni. Z kolei niektóre osoby, którym w momencie urodzenia przypisano płeć męską, mogą identyfikować się jako kobiety (zazwyczaj określane jako transkobiety). Niektóre osoby, którym w momencie urodzenia przypisano płeć męską, mogą również identyfikować się jako niebinarne.
Męska seksualność i pociąg są zróżnicowane pomiędzy poszczególnymi osobami, a na zachowania seksualne mężczyzn może wpływać wiele czynników, w tym uwarunkowania ewolucyjne, osobowość, wychowanie i kultura. Chociaż większość mężczyzn ma orientację heteroseksualną, to jednak istotna mniejszość jest homoseksualna lub biseksualna. Niektórzy mężczyźni identyfikują się jako przeważnie hetero (ang. mostly straight lub heteroflexible).

## Różnice w psychice mężczyzny i kobiety
Mężczyźni i kobiety rozwijają się w różnym tempie, więc porównanie ich w różnym wieku daje różne rezultaty. Na przykład w zdolnościach matematycznych nie ma istotnych różnic między chłopcami a dziewczynkami do piętnastego roku życia. Powyżej tego wieku dziewczynki nieco lepiej rozwiązują proste zadania, jednak nie wykryto różnic w zadaniach bardziej złożonych. Jeśli porównywane są osoby (kobiety i mężczyźni) o wysokich zdolnościach ogólnych, to przewaga mężczyzn w uzdolnieniach matematycznych narasta. Okazało się także, że dawniej różnice w tych zdolnościach były znacznie większe niż dzisiaj. Jednocześnie jednak okazuje się, że przekonania ludzi co do różnic w uzdolnieniach matematycznych mężczyzn i kobiet są znacznie większe niż rzeczywiste różnice w tych uzdolnieniach (stereotyp płci). Ponadto należy zauważyć, że różnice te nie dotyczą każdego mężczyzny w porównaniu z każdą kobietą, a jedynie wskazują na większy odsetek mężczyzn niż kobiet (lub odwrotnie) lepiej uzdolnionych w określonej dziedzinie. Dlatego zdarzają się kobiety wybitnie uzdolnione matematycznie oraz mężczyźni wybitnie uzdolnieni np. w sztukach plastycznych. Danych o różnicach między płciami dostarcza więc porównanie nie jednostek, a odsetek osób każdej z płci wykazujących określone zdolności.

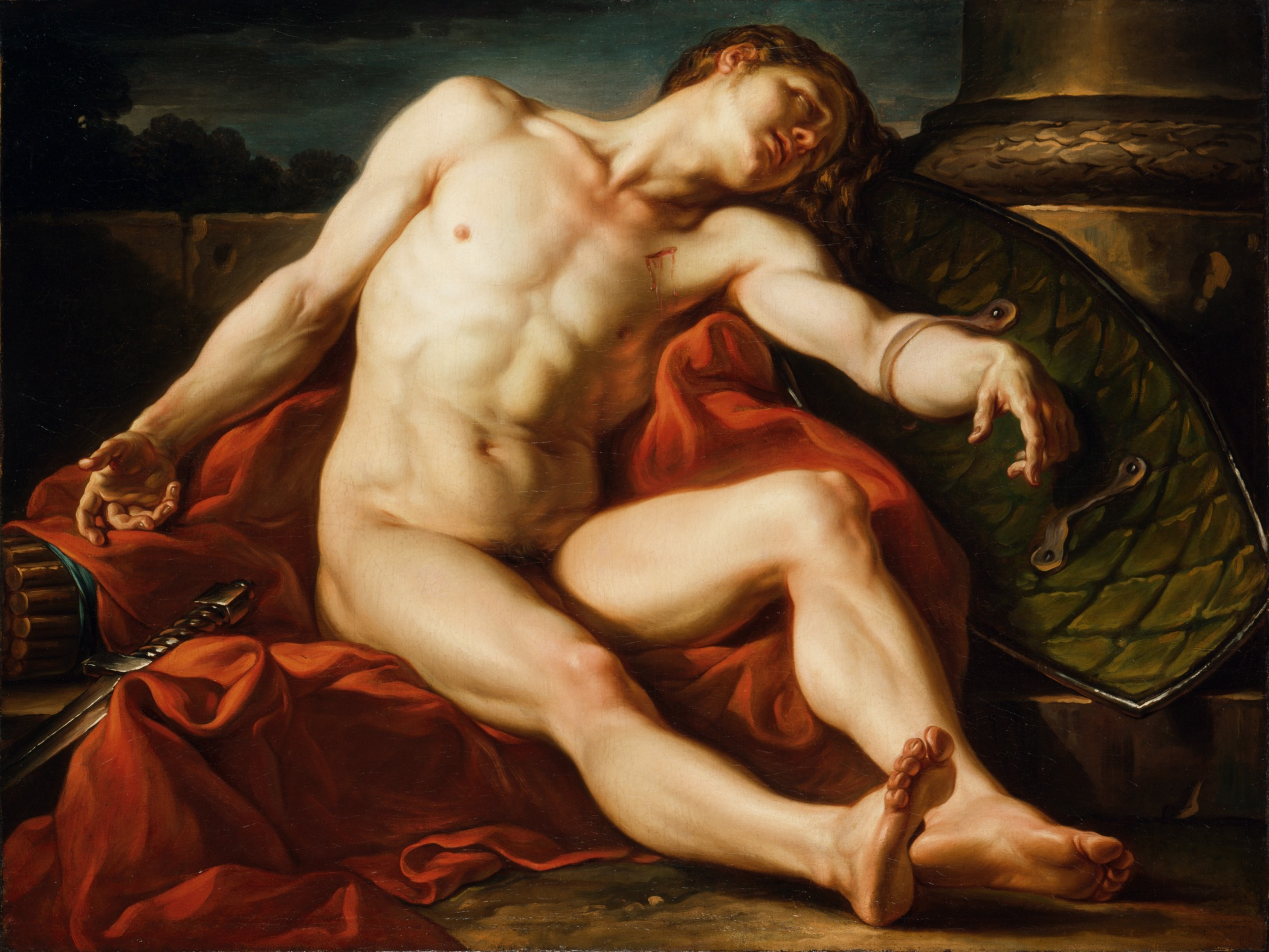
„Śmierć Gladiatora”, Jean-Simon Berthélemy, Francja 1773 r.

### Zdolności poznawcze
Mężczyźni w porównaniu z kobietami wypadają lepiej w: zdolnościach przestrzennych (rotacje umysłowe, wyobrażenie przestrzeni, spostrzeganie przestrzeni). Gorzej w zdolnościach werbalnych (produkowanie mowy, błędy ortograficzne, zdolności językowe).
Wiele zależy tu od wieku badanych, statystycznego zdefiniowania pojęcia „istotna różnica” oraz do określenia poszczególnych typów zdolności.

### Osobowość
Pod względem osobowości mężczyźni mają przewagę w: asertywności, samoocenie (małe różnice), zadowoleniu z własnego ciała.

### Motoryka i zachowanie
Mężczyźni uzyskują znacznie lepsze wyniki w: prędkości rzucanego obiektu, długości rzutu, skoku w dal, szybkości biegu, sile chwytu dłoni.

### Teorie oparte na psychologii ewolucyjnej
Istnieje wiele dyskusji na temat różnic w psychice u statystycznego mężczyzny i statystycznej kobiety. Jeden z punktów widzenia wywodzi się psychologii ewolucyjnej (zobacz też: hipoteza łowiecka, hipoteza sawanny, hipoteza zbieracka, hipoteza czyszczenia), która zakłada, że różnice w rolach, jakie pełnili mężczyźni i kobiety w społecznościach pierwotnych, przyczyniły się do wykształcenia m.in. różnic płciowych.
Innym punktem widzenia jest podejście kulturowe, które zakłada, iż pozycje społeczne są narzucone w kulturze, w której wychowuje się chłopiec (zobacz: stereotyp płciowy). Społecznymi aspektami płci zajmuje się dziedzina gender studies. Jeszcze inne podejście mówi (teoria strukturalno-społeczna), że różnice w zachowaniach oraz cechach psychologicznych mężczyzn i kobiet mają swoje źródło w odmiennych rolach, jakie z konieczności pełnią zarówno kobiety (tylko kobieta może rodzić dzieci i karmić je piersią) i mężczyźni. Omówienie tych teorii zobacz: atrakcyjność fizyczna.